# Priscilla Lane

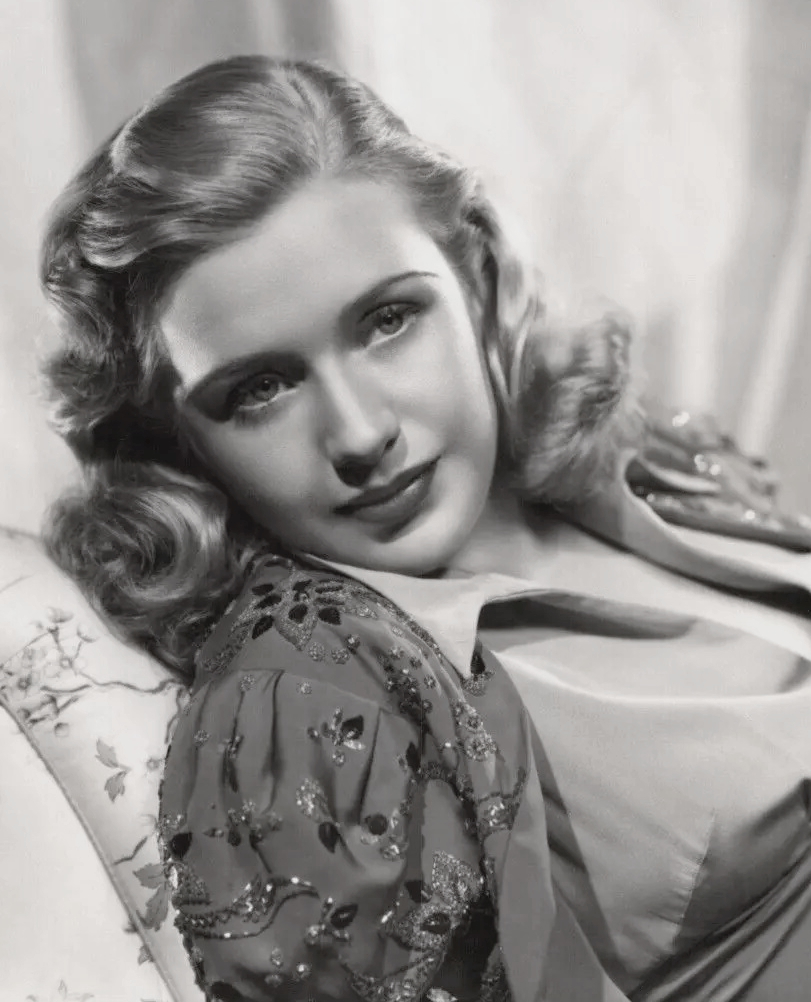
Priscilla Lane

Priscilla Lane (* 12. Juni 1915 in Indianola, Iowa, als Priscilla Mullican; † 4. April 1995 in Andover, Massachusetts) war eine US-amerikanische Schauspielerin. Bekannt wurde sie durch Filme wie Die wilden Zwanziger (1939), Saboteure (1942) und Arsen und Spitzenhäubchen (1944).

## Leben und Karriere
Priscilla und ihre Schwestern Rosemary, Lola und Leota waren schon früh im Showbusiness als Sängerinnen und Tänzerinnen beschäftigt. 1937 schafften Priscilla und Rosemary den Sprung ins Filmgeschäft in Hollywood. Doch im Gegensatz zu ihrer Schwester, die den temperamentvollen Star spielte, war Priscilla auf die Rolle der hübschen Freundin, Verlobten oder Tochter festgelegt. Sie spielte an der Seite von vielen Filmgrößen, wie z. B. John Garfield, Wayne Morris, James Cagney, Humphrey Bogart und Cary Grant. 1938 trat sie zusammen mit ihren Schwestern Rosemary und Lola in dem Hit Vater dirigiert auf. Ihre Schwester Leota hatte schon in dem Bühnenstück gespielt, war aber für die Filmrolle nicht geeignet. Sie wurde durch Gale Page ersetzt. Der Film war so erfolgreich, dass er zwei Fortsetzungen nach sich zog. 1939 war Priscilla Lane für die Rolle der Melanie Hamilton in Vom Winde verweht vorgesehen, doch ging diese letztlich an Olivia de Havilland. 
In den nächsten Jahren war Lane vor allem als klassische Leading Lady erfolgreich, etwa neben James Cagney im Kriminalfilm Die wilden Zwanziger (1939). Als Barbara Stanwyck nicht für die weibliche Hauptrolle im Hitchcock-Thriller Saboteure (1942) zur Verfügung stand, bekam Priscilla die Rolle, was zu einem ihrer Karrierehöhepunkte wurde. In dem bereits 1941 gedrehten, aber erst 1944 veröffentlichten Komödienklassiker Arsen und Spitzenhäubchen war sie als Frischvermählte von Cary Grant zu sehen. Danach trat sie noch in einigen Filmen auf und ließ 1948 ihre Karriere ausklingen. 
Priscilla war 1938 mit dem Regieassistenten und Drehbuchautor Oren Haglund liiert. Am 14. Januar 1939 heirateten die beiden in Yuma, Arizona. Doch schon am nächsten Tag verließ Priscilla ihren Ehemann, die Ehe wurde im Mai annulliert. Im Mai 1942 heiratete sie dann den Luftwaffen-Offizier Joseph Howard. Mit ihm hatte sie vier Kinder. Nach ihrer Filmkarriere begleitete sie ihren Mann rund um die Welt, um an seinen Posten für Soldaten zu singen. 19 Jahre nach dem Tod ihres Ehemannes starb Priscilla Lane 1995 im Alter von 79 Jahren an Lungenkrebs. Sie wurde auf dem Nationalfriedhof Arlington neben ihrem Mann beerdigt.

## Filmografie
- 1937: Varsity Show
- 1938: Love, Honor and Behave
- 1938: Men Are Such Fools
- 1938: Cowboy from Brooklyn
- 1938: Vater dirigiert (Four Daughters)
- 1938: Brother Rat
- 1938: Swingtime in the Movies
- 1939: Yes, My Darling Daughter
- 1939: Vier Töchter räumen auf (Daughters Courageous)
- 1939: Weg aus dem Nichts (Dust Be My Destiny)
- 1939: Die wilden Zwanziger (The Roaring Twenties)
- 1939: Four Wives
- 1940: Brother Rat and a Baby
- 1940: Three Cheers for the Irish
- 1941: Four Mothers
- 1941: Der Dollarregen (Million Dollar Baby)
- 1941: Blues in the Night
- 1942: Saboteure (Saboteur)
- 1942: Silver Queen
- 1943: The Meanest Man in the World
- 1944: Arsen und Spitzenhäubchen (Arsenic and Old Lace)
- 1947: Fun on a Week-End
- 1948: Bodyguard